# Dysdercus bimaculatus
Dysdercus bimaculatus är en insektsart som först beskrevs av Carl Stål 1854.  Dysdercus bimaculatus ingår i släktet Dysdercus och familjen eldskinnbaggar. Inga underarter finns listade i Catalogue of Life.